# Chris Nelson (Politiker)
Chris A. Nelson (* 18. August 1964 in Mitchell, South Dakota) ist ein US-amerikanischer Farmer und Politiker (Republikanische Partei).

## Werdegang
Chris A. Nelson ist seit 1980 als Farmer tätig. Er machte 1982 seinen Abschluss an der White Lake High School. 1987 erwarb er einen Bachelor of Science in Tierzuchtwissenschaft an der South Dakota State University (SDSU). Während seiner Studienzeit wurde er Mitglied der SDSU FarmHouse Fraternity und Vizepräsident der Studentenverbindung. Nelson bekleidete von 1982 bis 1983 den Posten als South Dakota Future Farmers of America Secretary.
Von 1987 bis 1989 war er Uniform Commercial Code Supervisor im Büro vom Secretary of State von South Dakota in Pierre (Hughes County) und von 1989 bis 2002 State Election Supervisor im Büro vom Secretary of State von South Dakota. Daneben war er von 1990 bis 2002 Assembly of God Teen Bible Quiz State Coordinator. Von 2002 bis 2003 fungierte er als Assistant Secretary of State von South Dakota und von 2003 bis 2011 als Secretary of State von South Dakota. Während dieser Zeit wurde er 2005 zum Vertreter der National Governors Association im United States Election Assistance Commission Board Advisers ernannt. Bei den republikanischen Vorwahlen im ersten Kongresswahlbezirk von South Dakota erlitt er im Jahr 2010 eine Niederlage gegen seine Herausforderin Kristi Noem, die dann bei den Wahlen im Jahr 2010 eine Niederlage gegen die demokratische Herausforderin Stephanie Herseth Sandlin erlitt. Am 8. Januar 2011 wurde Nelson zum Kommissar in der South Dakota Public Utilities Commission ernannt. Er wurde zweimal wiedergewählt, 2012 und 2016.
Mit seiner Ehefrau Penny, geborene Pfeifle, hat er eine Tochter namens Rebekah und eine Stiefkind.

## Auszeichnungen
- 2003: Excellence in South Dakota Municipal Government Award von der South Dakota Municipal League
- 2004: Hazeltine/Taylor Award von South Dakota Kids Voting
- 2009: Election Center’s Professional Practices Program State Award